# Kaltenrain bei Steinheim
Kaltenrain bei Steinheim este o arie protejată (arie specială de conservare — SAC, sit de importanță comunitară — SCI) din Germania întinsă pe o suprafață de 22,73 ha, integral pe uscat.

## Localizare
Centrul sitului Kaltenrain bei Steinheim este situat la coordonatele 50°26′40″N 8°55′57″E / 50.4444°N 8.9325°E.

## Înființare
Situl Kaltenrain bei Steinheim a fost declarat sit de importanță comunitară în iulie 2001 pentru a proteja 2 specii de animale. Situl a fost protejat și ca arie specială de conservare în martie 2008.

## Biodiversitate
Situată în ecoregiunea continentală, aria protejată conține 1 habitat natural: Fânețe de joasă altitudine (Alopecurus pratensis, Sanguisorba officinalis).
La baza desemnării sitului se află mai multe specii protejate de  păsări (2): buha (Bubo bubo), mărăcinar (Saxicola rubetra).
Pe lângă speciile protejate, pe teritoriul sitului au mai fost identificate 5 specii de plante, 1 specie de amfibieni, 1 specie de nevertebrate.